# 桐山浩
桐山 浩 (きりやま ひろし、1955年6月20日 - ) は、日本の経営者。コスモエネルギーホールディングス代表取締役会長。

## 人物
1974年、東京都立富士高等学校卒業。1979年、京都大学工学部を卒業後、大協石油 (現コスモ石油) に入社。
2011年コスモ石油常務執行役員経営企画部長兼改革推進部長、2012年常務執行役員、2013年取締役常務執行役員、2015年コスモエネルギーホールディングス取締役専務執行役員、2016年代表取締役副社長執行役員、2017年代表取締役社長執行役員、2023年から代表取締役会長。